# Elektra (opéra)
Pour les articles homonymes, voir Elektra.
Personnages
- Klytämnestra (Clytemnestre), veuve d'Agamemnon, contralto ou mezzo-soprano
- Elektra (Électre), sa fille, soprano
- Chrysothémis, son autre fille, soprano
- Ägisth (Égisthe), nouvel époux de Clytemnestre, ténor
- Orest (Oreste), frère d'Électre, baryton-basse

Airs
- « Allein! Weh, ganz allein » (Elektra)
- « Ich kann nicht sitzen und ins Dunkel starren » (Chrysothemis)
- « Ich habe keine guten Nächte » (Klytaemnestra)

Elektra (opus 58) est un opéra en un acte de Richard Strauss. Le livret a été écrit par Hugo von Hofmannsthal, d'après sa pièce de théâtre du même nom créée en 1903 : c'est le premier livret d'une série de six, produit de la collaboration fructueuse entre les deux artistes. Elektra est une réécriture pour un public contemporain de la pièce de Sophocle.
L'opéra est créé le 25 janvier 1909, sur une scénographie d'Alfred Roller au Königliches Opernhaus de Dresde.
La durée d'exécution varie d'1 heure 40 à 2 heures.

## L'œuvre

### Action, contexte
L'action se déroule à Mycènes après la guerre de Troie.
Après son retour de la guerre de Troie, Agamemnon est assassiné par sa femme Clytemnestre et son amant Égisthe. Électre, fille de Clytemnestre et d'Agamemnon, a emmené son jeune frère Oreste en sécurité à l'extérieur du pays.

### Personnages
- Klytämnestra (Clytemnestre), veuve d'Agamemnon, souveraine de Mycènes, contralto ou mezzo-soprano
- Elektra (Électre), sa fille, soprano
- Chrysothémis, sa fille, soprano
- Ägisth (Égisthe), nouvel époux de Clytemnestre, ténor
- Orest (Oreste), frère d'Électre, baryton-basse
- Der Pfleger des Orest (le précepteur d'Oreste), basse
- Die Vertraute (la confidente), soprano
- Die Schleppträgerin (la porteuse de traîne), soprano
- Ein junger Diener (un jeune serviteur), ténor
- Ein alter Diener (un vieux serviteur), basse
- Die Aufseherin (la surveillante), soprano
- Fünf Mägde (cinq servantes), 1 alto, 2 mezzo-soprano et 2 soprano
- Diener und Dienerinnen (servants et servantes)

### Instrumentation
C'est une œuvre pour un très grand orchestre, dans la tradition postromantique. Il s'agit de l'instrumentation la plus fournie qu'ait prescrite Strauss.
- Bois
  - 1 piccolo
  - 3 flûtes (flute 1 et 3 aussi piccolo 2)
  - 2 hautbois
  - 1 cor anglais (aussi hautbois 3)
  - 1 heckelphone
  - 1 petite clarinette en mi bémol
  - 4 clarinettes en si bémol et en la
  - 2 cors de basset
  - 1 clarinette basse en si bémol
  - 3 bassons
  - 1 contrebasson
- Cuivres
  - 4 cors en fa et en mi
  - 4 tubas wagnériens : 2 ténors en si bémol et 2 basses en fa (les 4 tubas aussi cors 5-6-7-8 en mi bémol, en fa, en si bémol et en mi)
  - 6 trompettes en fa, en ré, en do, en mi bémol, en si bémol et en mi
  - 1 trompette basse en ré et en do
  - 3 trombones
  - 1 trombone contrebasse
  - 1 tuba contrebasse
- Percussion
  - 6-8 timbales (2 joueurs)
  - 1 glockenspiel
  - 1 triangle
  - 1 tambourin
  - 1 caisse claire
  - 1 paire de cymbales
  - 2 paires de castagnettes
  - 1 grosse caisse (avec verges)
  - 1 tam-tam
- Clavier
  - 1 célesta (ad libitum)
- Cordes
  - 2 harpes
  - 24 violons divisés en 3 sections
  - 18 altos divisés en 3 sections (la 1re section aussi 4e section de violons)
  - 12 violoncelles divisés en 2 sections
  - 8 contrebasses

## Analyse de l'œuvre

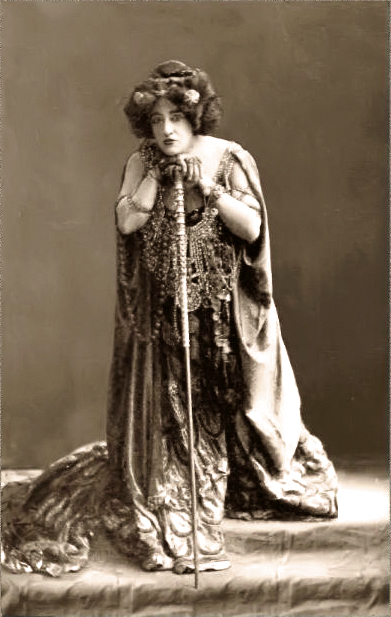
Anna Bahr-Mildenburg dans le rôle de Clytemnestre (1909).

L'orchestration d'Elektra ressemble à celle du Ring de Richard Wagner, notamment dans les cuivres, avec la présence de 4 tubas wagnériens parmi les 8 cors, de la trompette basse ou encore du trombone contrebasse. Mais elle est surtout révolutionnaire[non neutre] dans la mesure où les altos et violoncelles sont divisés en sections. Richard Strauss a non seulement repris des instruments rares présents dans Salome comme le heckelphone, la petite clarinette en mi bémol ou encore le contrebasson, mais aussi ajouté de nouveaux instruments tels que les cuivres évoqués précédemment ou les cors de basset. Strauss emprunte également le procédé des « leitmotivs » à Wagner.
Ainsi, on retrouve des thèmes symbolisant Agamemnon (joué avec énergie dès la première mesure de l'opéra par les hautbois, les clarinettes, les cors, les trompettes et les cordes. En mode mineur, durant tout l'opéra, le motif est modulé en majeur à la fin de la pièce et repris de manière triomphale par les trompettes), Électre, Clytemnestre, Égisthe (2 motifs qui semblent ridiculiser le personnage et être l'une des rares traces d'ironie dans l'œuvre[Interprétation personnelle ?]), la mort présumée d'Oreste (d'abord en mode mineur, ce motif passe également en majeur et symbolise à partir de ce moment le triomphe du frère d'Électre sur leur mère et Égisthe)…
L’atmosphère de cet opéra est le plus souvent empreinte de violence, inquiétante et la musique sombre, notamment lorsque Clytemnestre fait part de ses nuits agitées à Électre, quand Oreste arrive au palais, ou au moment où la meurtrière d'Agamemnon se fait assassiner par son fils. Seuls l'espoir de vengeance sur les meurtriers du roi de Mycènes et la fin de l'opéra sont matérialisés par des mélodies claires et grandioses. La plupart des interludes reliant les différentes scènes sont très impressionnants (arrivée de Clytemnestre notamment).

## Discographie sélective
- Dimitri Mitropoulos (New York, Carnegie Hall, 1949), Orchestre philharmonique de New York, Astrid Varnay (Elektra), Irene Jessner (Chrysothémis), Elena Nicolaidi (Clytemnestre), Frederick Jagel (Egisthe), Herbert Janssen (Oreste)
- Fritz Reiner (New York, Metropolitan Opera, 1952), Astrid Varnay (Elektra), Walburga Wegner (Chrysothémis), Elisabeth Höngen (Clytemnestre), Set Svanholm (Egisthe), Paul Schöffler (Oreste)
- Richard Kraus (Cologne, 1953), Orchestre symphonique de la Radio de Cologne, Astrid Varnay (Elektra), Leonie Rysanek (Chrysothemis), Hans Hotter (Oreste), Res Fischer (Clytemnestre), Helmut Melchert (Egisthe) (Capriccio)
- Dimitri Mitropoulos (Salzbourg, 1957), Orchestre philharmonique de Vienne, Inge Borkh (Elektra), Lisa Della Casa (Chrysothémis), Jean Madeira (Clytemnestre), Max Lorenz (Egisthe), Kurt Böhme (Oreste) (Orfeo)
- Karl Böhm (1961), Staatskapelle de Dresde, Inge Borkh (Elektra), Dietrich Fischer-Dieskau (Oreste) (Deutsche Grammophon)
- Georg Solti (1967), Orchestre philharmonique de Vienne, Birgit Nilsson (Elektra), Regina Resnik (Clytemnestre), Gerhard Stolze (Egisthe), Tom Krause (Oreste) (Decca)
- Karl Böhm (1981), Orchestre philharmonique de Vienne, Leonie Rysanek (Elektra), Astrid Varnay (Clytemnestre), Dietrich Fischer-Dieskau (Oreste), Jean Madeira (Clytemnestre) (DVD Deutsche Grammophon)
- Claudio Abbado (1989), Orchestre de l'Opéra d'État de Vienne, Eva Marton (Elektra), Cheryl Studer (Chrysothémis), Brigitte Fassbaender (Clytemnestre), James King (Egisthe), mise en scène de Harry Kupfer (DVD)

## Mises en scène notables
Hofmannsthal avait donné des indications pour la mise en scène de sa pièce de théâtre éponyme qui peuvent éclairer le travail de représentation de l'opéra également en concentrant l'action sur les affrontements entre les personnages que le livret valorise.
"Le décor ne comporte absolument aucune de ces colonnes, de ces larges marches d’escalier, de toutes ces banalités antiquisantes qui sont plus propres à refroidir le spectateur qu’à agir sur lui de manière suggestive. Les caractéristiques du décor sont l’exiguïté, l’absence de possibilité de s’enfuir, l’impression d’enfermement".
Parmi les mises en scène qui ont marqué l'histoire de l'Elektra de Richard Strauss, il faut citer celle de Patrice Chéreau avec les décors de Richard Peduzzi qui fit grande impression au festival d'Aix-en-provence l'été 2013, quelques mois avant le décès de l'homme de théâtre, et est reprise depuis sur de nombreuses scènes dont celle du Metropolitan Opera, de l'Opéra d'état de Berlin, de la Scala de Milan.
En octobre 2013, quelques mois plus tard le "choc" d'Aix-en-Provence, Robert Carsen propose une mise en scène très épurée et poétique à l'Opéra de Paris Bastille. Elle a été créée en 2005 à Tokyo puis reprise au Mai Musical Florentin en  2008 avant d'arriver à Paris. Si cette mise en scène souffre un peu, auprès des critiques, de la comparaison avec celle de Chéreau, elle s'impose lors de sa reprise en mai 2022 comme une référence.

### Source
- (de) Cet article est partiellement ou en totalité issu de l’article de Wikipédia en allemand intitulé « Elektra (Strauss) » (voir la liste des auteurs).